# Station Santenay-les-Bains
Station Santenay-les-Bains is een spoorwegstation in de Franse gemeente Santenay.